# F.U.E.P.
F.U.E.P. - jest płytą EP Lily Allen. Została wydana 31 marca 2009 wyłącznie dla amerykańskiego sklepu iTunes. Zawarte są na niej „Fuck You” Clean Version, cover Britney Spears „Womanizer” oraz B-Side'y do singla „The Fear”, zatytułowane „Fag Hag” i „Kabul Shit”.

## Lista utworów
| Nr. | Tytuł                         | Autor                            | Czas |
| --- | ----------------------------- | -------------------------------- | ---- |
| 1.  | „Fuck You” Clean Radio Edit   | Lily Allen, Greg Kurstin         | 3:41 |
| 2.  | „Fag Hag”                     | L. Allen, G. Kurstin             | 2:55 |
| 3.  | „Kabul Shit”                  | L. Allen, G. Kurstin             | 3:45 |
| 4.  | „Womanizer” wersja akustyczna | Nikesha Briscoe, Rafael Akinyemi | 3:33 |